# Tech N9ne
Tech N9ne, pseudonimo di Aaron Dontez Yates (Kansas City, 8 novembre 1971), è un rapper statunitense.
Nel 1999, Yates e Travis O'Guin fondarono l'etichetta discografica Strange Music. Durante la sua carriera, Tech N9ne ha venduto oltre un milione di album, e la sua musica è stata utilizzata in film, serie televisive e videogiochi. Nel 2009 ha vinto il premio Left Field Woodie all'mtvU Woodie Awards.
Il suo nome prende origine dalla pistola semiautomatica TEC-9 e gli è stato dato dal rapper Black Walt per via del suo veloce stile metrico. Yates ha poi attribuito un significato più profondo al nome, dicendo che rappresentasse la sua completa tecnica di rime, dando a "tech" il significato di "technique" (tecnica) e considerando il nove ("nine") il numero del perfezionamento.

## Biografia

### Primi anni
Iniziò a rappare da molto giovane, e sembra addirittura che da bambino fosse solito rappare le lettere del suo nome, per ricordarsi come farne lo spelling. Non ha mai incontrato suo padre, e, quando era piccolo, sua madre soffriva di epilessia e lupus, e questo lo influenzò molto, fino a spingerlo a "cercare un Dio". Lui era solito passeggiare attorno ad edifici abbandonati, sperando insieme al suo migliore amico, Brian Dennis, di riuscire a riprendere un fantasma con la telecamera. Nel 2003, Dennis fu assassinato dall'ex-ragazzo della sua ragazza. Questo avvenimento spinse ancora di più Yates alla ricerca di un "potere superiore", e lo portò, allo stesso modo, ad affogare la sua frustrazione nella musica.

### Carriera
Agli inizi della sua carriera, Yates era membro di un gruppo musicale chiamato "Black Mafia". Vide inoltre molte possibilità di successo nel gruppo 57th Street Rogue Dogs Villians, per il loro singolo "Let's Get Fucked Up", e collaborò varie volte con loro. Da membro del gruppo Nnutthowze, Aaron Yates firmò il suo contratto con l'etichetta discografica Perspective Records nel 1993. Il gruppo non ebbe vita lunga, e si sciolse subito dopo essere stato pubblicato dall'etichetta. Yates fu assunto dalla Qwest Records poco prima di passare alla JCOR Records.
Nel 1997, Yates entrò nel gruppo The Regime, fondato dal rapper Yukmouth. L'anno seguente, partecipò alla colonna sonora del film Istinti criminali. Yates cantò anche nella canzone "The Anthem", di Sway & King Tech, nel 1999, per la quale collaborarono anche gli artisti RZA, Eminem, Xzibit, Pharoahe Monch, Jayo Felony, Chino XL, KRS-One, e Kool G Rap. Nello stesso anno, insieme a Travis O'Guin, fondò l'etichetta discografica Strange Music.
Nel 2001, Yates pubblicò l'album in studio Anghellic sotto la JCOR Records. Dopo la chiusura dell'etichetta discografica, Yates decise di portare avanti la sua stessa etichetta Strange Music. L'anno successivo, mise in commercio Absolute Power, che debuttò al numero 79 sulla BIllboard 200. Nel 2006, Yates pubblicò l'album Everready (The Religion), e l'anno seguente Misery Loves Kompany, il suo primo album della serie "Tech N9ne Collabos", ideata da Tech N9ne come pretesto per fare una grande quantità di collaborazioni con altri rapper.
L'anno successivo, Yates produsse l'album Killer. Il settembre dello stesso anno, raggiunse oltre un milione di vendite. Yates mise in vendita il suo secondo album di collaborazioni, Sickology 101, nell'Aprile 2009.
In seguito, Yates si esibì al Rock The Bells 2009 Festival e il decimo Gathering of the Juggalos annuale. Lo stesso ottobre, produsse K.O.D., sigla per King of Darkness. L'album ha un tono molto dark, per via delle sue tematiche (nell'album, Yates parla delle malattie della madre). Un EP delle canzoni scartate dall'album è stato pubblicato nel 2010 con il nome di The Lost Scripts of K.O.D.. Nello stesso anno, Yates pubblica il suo terzo album di collaborazioni, The Gates Mixed Plate. Lo stesso ottobre, poi, mette in commercio il suo secondo EP Seepage. Il 23 dicembre, produce il suo primo mixtape, Bad Season.
Da dicembre 2010, Yates lavora per l'album All 6s And 7s, che esce in commercio il 7 giugno 2011. Yates collabora con T-Pain e Lil Wayne nella canzone "Fuck Food".

## Stile e influenze
Tech N9ne è conosciuto per i suoi dinamici schemi metrici e le sue abilità fast rap. Soren Baker di VH1 afferma che la sua tecnica «mette bene in mostra i suoi variegati, sbalorditivi flows». Baker definisce i primi lavori di Yates come «musica apocalittica, che discute sull'aborto e sull'infedeltà, e allo stesso modo sulla sua abilità nel rappare». Il recensore di AllMusic Jason Birchmeier chiama il suo stile «bizzarro hardcore rap.»
Il rapper ha affermato di essere influenzato dall'old school e in particolare cita Slick Rick, N.W.A, Public Enemy, Boogie Down Productions, Eric B. & Rakim, Schoolly D, e Just-Ice. È anche interessato ad altri generi musicali, ed elenca come influenze The Doors, Jim Morrison, Led Zeppelin, Elton John, AC/DC, Metallica, Floetry, Outkast, Cee Lo Green, e Gnarls Barkley.

## Nella Cultura di massa

### Film
Le canzoni di Tech N9ne sono state utilizzate nei film Istinti criminali, Alpha Dog, Our Heroes: The 25 Best Black Sports Movies (Ever), e The Life of Lucky Cucumber. Inizialmente, Yates avrebbe dovuto produrre l'intera colonna sonora del film Alpha Dog, ma fu deciso di sostituire alcune delle sue canzoni con alcune più commerciali e conosciute. Nel 2009, la sua canzone "Let's Go" è stata usata in un cortometraggio online promozionale per il deodorante AXE. Yates compare anche come attore nei film Vengeance e Night of the Living Dead: Origins 3D.

### Videogiochi
Alcune delle canzoni di Tech N9ne sono utilizzate per i videogiochi Madden NFL 2006, Midnight Club: Los Angeles, EA Sports MMA, e 25 To Life, in alcuni dei quali Yates è anche un personaggio sbloccabile. Nel 2009, Yates e il suo compagno di etichetta Krizz Kaliko sono apparsi in un video promozionale per il videogioco Fight Night Round 4.

### Televisione
La musica di Yates è apparsa negli show televisivi Dark Angel, I'm From Rolling Stone, My Super Sweet 16, The Hills, Spike Guys' Choice Awards, e Warren The Ape. Nel 2008, la sua canzone "Earthquake" è stata utilizzata in un episodio di America's Best Dance Crew, su MTV, in cui la crew ha rappresentato con la danza il titolo della canzone. Nell'evento Strikeforce del 15 agosto 2009, Strikeforce: Carano vs. Cyborg, il lottatore MMA Gilbert Melendez è entrato nell'arena con la canzone "The Beast" come sottofondo per il suo incontro con Mitsuhiro Ishida. Anche la sua canzone "Riot Maker" è stata utilizzata come theme song di TNA Hardcore Justice 2010, che fu una reunion ECW in casa TNA.

## Discografia

### Album in studio
- 1999 – The Calm Before the Storm
- 2000 – The Worst
- 2001 – Anghellic
- 2002 – Absolute Power
- 2006 – Everready (The Religion)
- 2007 – Misery Loves Kompany
- 2008 – Killer
- 2009 – Sickology 101
- 2009 – K.O.D.
- 2010 – The Gates Mixed Plate
- 2011 – All 6's and 7's
- 2011 – Welcome to Strangeland
- 2013 – Something Else
- 2014 – Strangeulation
- 2015 – Special Effects
- 2015 – Strangeulation Vol. II
- 2016 – The Storm
- 2018 – Planet
- 2019 – N9na
- 2020 – Enterfear

### Mixtape
- 2010 – Bad Season

### Raccolte
- 2002 – Celcius
- 2005 – Vintage Tech
- 2009 – The Box Set

### EP
- 2010 – The Lost Scripts of K.O.D.
- 2010 – Seepage
- 2012 – Klusterfuk
- 2012 – E.B.A.H.
- 2012 – Boiling Point
- 2013 – Therapy

## Filmografia
- 2003 – Beef
- 2003 – Das Bus
- 2004 – T9X: The Tech N9ne Experience
- 2004 – United Ghettos of America Vol. 2
- 2005 – Hip Hop Nation Vol. 1
- 2005 – Letter to the President
- 2006 – Alpha Dog[35]
- 2008 – The Psychumentary[36]
- 2009 – The Life of Lucky Cucumber
- 2009 – Strictly Strange
- 2010 – K.O.D. Tour (Live in Kansas City)
- 2010 – Vengeance
- 2011 – Night of the Living Dead: Origins 3D[37]

## Premi e riconoscimenti

### mtvUWoodie Awards
| Anno | Lavoro Nominato | Premio            | Risultato       |
| ---- | --------------- | ----------------- | --------------- |
| 2009 | Tech N9ne       | Left Field Woodie | Vincitore/trice |